# Löschen (Drebkau)
Löschen, niedersorbisch Lěźiny, ist ein Gemeindeteil von Laubst, einem Ortsteil der Stadt Drebkau im Landkreis Spree-Neiße in Brandenburg. Bis zum 10. Januar 1973 war Löschen eine eigenständige Gemeinde. Das Dorf zählt zum amtlichen Siedlungsgebiet der Sorben/Wenden.

## Lage
Löschen liegt in der Niederlausitz. Die Stadt Drebkau liegt etwa zwei Kilometer östlich und die Stadt Cottbus etwa sieben Kilometer nördlich des Dorfes. Umliegende Ortschaften sind Leuthen im Norden, Schorbus im Nordosten, Auras im Osten, Rehnsdorf im Südosten, Jehserig im Süden, Löschener Buden und Kausche im Südwesten sowie Laubst im Nordwesten.
Löschen liegt an einer Gemeindestraße, die den Ort mit Drebkau und Auras verbindet. Westlich verläuft die Bundesstraße 169 an Löschen vorbei.

## Geschichte
Löschen wurde erstmals im Jahr 1527 erstmals urkundlich erwähnt. Die damalige Schreibweise des Ortsteils lautete Leschen. Der Ortsname ist aus dem Sorbischen abgeleitet und beschreibt vermutlich eine brach liegende Fläche. Zum Zeitpunkt der Ersterwähnung gehörte Löschen zum Markgraftum Niederlausitz und somit zu den Böhmischen Kronländern, durch den Prager Frieden von 1635 kam die Niederlausitz, und somit auch Löschen, in das Kurfürstentum Sachsen. Im Schmettauschen Kartenwerk von 1767/87 wird der Ort bereits mit der heutigen Schreibweise erwähnt. 1806 wurde das Kurfürstentum Sachsen zum Königreich erhoben.
Nach der auf dem Wiener Kongress beschlossenen Teilung des Königreiches Sachsen kam die Niederlausitz an das Königreich Preußen, wo sie in die Provinz Brandenburg eingegliedert wurde. Bei der Gebietsreform im Jahr 1816 wurde Löschen dem Landkreis Calau im Regierungsbezirk Frankfurt zugeordnet. Mitte der 1840er Jahre hatte Löschen 165 Einwohner in 18 Wohngebäuden und war nach Schorbus eingepfarrt. Zum Ort gehörte eine Ziegelei, die rund 800 Meter nordwestlich des Ortszentrums lag. Im Jahr 1864 gehörten zu Löschen neben dem Hauptort und der Ziegelei noch eine Schäferei und eine Kolonie (die Löschener Buden). Bei der Volkszählung vom 1. Dezember 1871 hatte die Landgemeinde Löschen 51 Einwohner, die sich auf zehn Familien verteilten. Von den Einwohnern waren 21 Männer und 30 Frauen; elf Einwohner waren Kinder unter zehn Jahren. Der Gutsbezirk Löschen hatte zum gleichen Zeitpunkt 68 Einwohner in dreizehn Familien, von diesen Einwohnern waren 37 männlich und 31 weiblich; zwölf Einwohner waren jünger als zehn Jahre.
Bis in das 19. Jahrhundert war Löschen ein größtenteils sorbischsprachiges Dorf. Für seine Statistik über die sorbische Bevölkerung in der Lausitz ermittelte Arnošt Muka in den 1880er-Jahren eine Einwohnerzahl von insgesamt 133, davon waren 83 Einwohner Sorben und 50 Einwohner Deutsche, was einem sorbischsprachigen Anteil von 62 % entsprach. In der folgenden Zeit ging der Gebrauch der sorbischen Sprache, unter anderem auch wegen der Umstellung auf deutschsprachigen Schulunterricht, stark zurück. Ernst Tschernik zählte im Jahr 1954 156 Einwohner, davon hatte allerdings nur noch ein Einwohner Sorbischkenntnisse.
Am 1. Dezember 1910 hatte die Landgemeinde Löschen 93 und der Gutsbezirk Löschen 63 Einwohner. Der Gutsbezirk wurde 1928 aufgelöst und in die Landgemeinde eingegliedert. Nach dem Ende des Zweiten Weltkrieges gehörte Löschen zur Sowjetischen Besatzungszone und dort ab 1947 zum Land Brandenburg. Aus der SBZ entstand 1949 die DDR. Am 1. Juli 1950 wurde die Gemeinde Löschen aus dem Landkreis Calau in den Landkreis Cottbus umgegliedert. Bei der Gebietsreform in der DDR wurden das Land Brandenburg und der Landkreis Cottbus am 25. Juli 1952 aufgelöst und die Gemeinde Löschen kam in den neuen Kreis Cottbus (ab 1954 Kreis Cottbus-Land) im Bezirk Cottbus. Am 10. Januar 1973 wurde Löschen nach Laubst eingemeindet. Nach der Wende lag Löschen zunächst im Landkreis Cottbus in Brandenburg, der bei der Kreisreform in Brandenburg im Dezember 1993 im neuen Landkreis Spree-Neiße aufging.
Am 31. Dezember 2001 wurde Laubst zusammen mit seinen Gemeindeteilen sowie den bis dahin ebenfalls eigenständigen Gemeinden Casel, Domsdorf, Greifenhain, Jehserig, Leuthen, Schorbus und Siewisch in die Stadt Drebkau eingegliedert.

## Bevölkerungsentwicklung
| 1875 | 139 | 1933 | 139 | 1964 | 130 |
| 1890 | 98  | 1939 | 128 | 1971 | 111 |
| 1910 | 154 | 1946 | 152 |      |     |
| 1925 | 148 | 1950 | 152 |      |     |

## Persönlichkeiten
- Max Biala (1905–1942), SS-Unterscharführer im Vernichtungslager Treblinka, in Löschen geboren